# Siphonochilus pleianthus
Siphonochilus pleianthus är en enhjärtbladig växtart som först beskrevs av Karl Moritz Schumann, och fick sitt nu gällande namn av John Michael Lock. Siphonochilus pleianthus ingår i släktet Siphonochilus och familjen Zingiberaceae. Inga underarter finns listade i Catalogue of Life.